# Peltolejeunea wallisii
Peltolejeunea wallisii là một loài Rêu trong họ Lejeuneaceae. Loài này được (J.B. Jack & Stephani) Stephani mô tả khoa học đầu tiên năm 1893.